# Eragrostis aristata
Eragrostis aristata är en gräsart som beskrevs av De Winter. Eragrostis aristata ingår i släktet kärleksgrässläktet, och familjen gräs.
Artens utbredningsområde är Namibia. Inga underarter finns listade i Catalogue of Life.